# Patrimoni dell'umanità di Mauritius
I patrimoni dell'umanità di Mauritius sono i siti dichiarati dall'UNESCO come patrimonio dell'umanità a Mauritius, che è divenuto parte contraente della Convenzione sul patrimonio dell'umanità il 19 settembre 1995.
Al 2022 i siti iscritti nella Lista dei patrimoni dell'umanità sono due, mentre una è la candidatura per una nuova iscrizione. Il primo sito, Aapravasi Ghat, è stato iscritto nella lista nel 2006, durante la trentesima sessione del comitato del patrimonio mondiale. Due anni dopo, nella trentaduesima sessione, il paesaggio culturale di Le Morne è divenuto il secondo sito mauriziano riconosciuto dall'UNESCO. Entrambi i siti sono considerati culturali, secondo i criteri di selezione.

## Siti del Patrimonio mondiale
| Foto | Sito                            | Luogo                    | Tipo                      | Anno | Descrizione |
| ---- | ------------------------------- | ------------------------ | ------------------------- | ---- | --- |
|      | Aapravasi Ghat                  | Port Louis               | Culturale (1227; vi)      | 2006 | Nel distretto di Port Louis si trova il sito di 1 640 m² dove iniziò la moderna diaspora della servitù a contratto. Nel 1834 il governo britannico scelse l'isola di Mauritius come primo sito per quello che chiamò "il grande esperimento" nell'uso del lavoro "gratuito" per sostituire gli schiavi. Tra il 1834 e il 1920 quasi mezzo milione di lavoratori a contratto arrivarono dall'India ad Aapravasi Ghat per lavorare nelle piantagioni di zucchero delle Mauritius, o per essere trasferiti all'isola di Riunione, in Australia, nell'Africa meridionale e orientale o nei Caraibi. Gli edifici di Aapravasi Ghat sono tra le prime manifestazioni esplicite di quello che sarebbe diventato un sistema economico globale e una delle più grandi migrazioni della storia. |
|      | Paesaggio culturale di Le Morne | Distretto di Black River | Culturale (1259; iii, vi) | 2008 | Il paesaggio culturale di Le Morne, un'aspra montagna che si protende nell'Oceano Indiano nel sud-ovest di Mauritius, è stato utilizzato come rifugio da schiavi fuggiaschi, cimarroni (o maroon in inglese), durante il XVIII e l'inizio del XIX secolo. Protetti dalle rupi isolate, boscose e quasi inaccessibili della montagna, gli schiavi fuggiti formarono piccoli insediamenti nelle grotte e sulla sommità di Le Morne. Le tradizioni orali associate ai cimarroni hanno reso Le Morne un simbolo della lotta per la libertà degli schiavi, della loro sofferenza e del loro sacrificio, che hanno rilevanza per i tutti paesi da cui provenivano gli schiavi: la terraferma africana, il Madagascar, l'India e il sud-est asiatico. In effetti, Mauritius, un'importante tappa della tratta degli schiavi orientale, divenne nota anche come la "repubblica maroon" a causa del gran numero di schiavi fuggiti che vivevano sulla montagna di Le Morne. |

## Siti candidati
| Foto | Sito                                      | Luogo                                          | Tipo                        | Anno       | Descrizione |
| ---- | ----------------------------------------- | ---------------------------------------------- | --------------------------- | ---------- | --- |
|      | Parco nazionale delle gole del Fiume Nero | Distretto di Black River, Distretto di Savanne | Naturale (5038; vii, ix, x) | 17/05/2006 | Il Parco nazionale delle gole del Fiume Nero ha un alto valore ecologico: custodisce le vestigia delle ultime foreste native che prevalevano prima della colonizzazione di Mauritius. Ospita 163 delle 311 specie endemiche di flora ed è l'habitat delle 28 specie di uccelli endemici che si trovano a Mauritius. 21 delle 44 specie conosciute di vertebrati terrestri endemici a Mauritius e nelle isole adiacenti sono ora estinte. Nel parco si è realizzato uno dei programmi di conservazione più riusciti ed economici al mondo, con l'obiettivo di salvare il gheppio delle Mauritius (Falco punctatus), la colomba rosata (Columba mayeri) e il parrocchetto di Mauritius (Psittacula eques). |